# Julian Kole
Julian Józef „Josek“ Kole (* 24. Oktober 1908 in Warschau; † 26. Oktober 1998 ebenda) war ein Politiker der Polnischen Vereinigten Arbeiterpartei PZPR (Polska Zjednoczona Partia Robotnicza) in der Volksrepublik Polen, der unter anderem zwischen 1951 und 1969 Vize-Finanzminister war.

## Leben

### Kommunistischer Funktionär, Inhaftierungen und Zweiter Weltkrieg

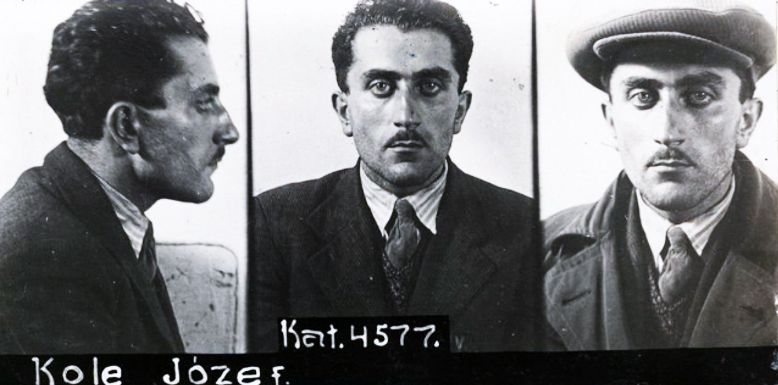
Fotos aus der Polizeiakte von Julian Kole nach seiner Verhaftung 1934

Julian Józef „Josek“ Kole, der aus einer  jüdischen Familie stammte und Sohn von Piotr Kole und dessen Ehefrau Maria war, trat 1924 in den Kommunistischen Polnischen Jugendverband KZMP (Komunistyczny Związek Młodzieży Polski) ein, die Jugendorganisation der Kommunistischen Arbeiterpartei Polens KPRP (Komunistyczna Partia Robotnicza Polski). Er war zwischen 1925 und 1927 Mitglied des Vorstands der KZMP in Praga, einem Vorortstadtbezirk von Warschau, und trat 1927 als Mitglied in die Kommunistische Partei Polens KPP (Komunistyczna Partia Polski) ein. Nachdem er zwischen 1927 und 1928 Mitglied des KPP-Vorstands von Warschau-Praga war, wurde er wegen seiner politischen Aktivitäten 1928 festgenommen und befand sich bis 1929 in Haft. Danach lebte er zwischen 1930 und 1933 in der Sowjetunion, wo er bereits 1930 der Kommunistischen Partei der Sowjetunion (KPdSU) beitrat. Er absolvierte dort zwischen 1931 und 1933 ein Studium an der Kommunistischen Universität der nationalen Minderheiten des Westens „Julian Balthasar Marchlewski“.
Nach seiner Rückkehr 1933 wurde Kole Sekretär der Komitees der KZMP in Warschau, Łódź und Zagłębie Dąbrowskie. 1934 wurde er abermals festgenommen und zu einer Haftstrafe verurteilt, die er bis 1936 im Gefängnis Bereza Kartuska verbüßte. Beim Ausbruch des Zweiten Weltkriegs nach dem Überfall auf Polen durch die deutsche Wehrmacht im September 1939 zog er sich in die von der Roten Armee besetzten Gebiete zurück und war zunächst bis 1940 Leiter des Sanatoriumsbaus in Nowojelnia in der Weißrussischen Sozialistische Sowjetrepublik sowie anschließend zwischen 1940 und 1941 Berater eines Industriebetriebes in der Oblast Brest. Zu Beginn des Unternehmens Barbarossa, des Überfalls der Wehrmacht auf die Sowjetunion am 22. Juni 1941 im  Zweiten Weltkrieg, der den Deutsch-Sowjetischen Krieg eröffnete, wurde er tief in die UdSSR evakuiert. Er war zwischen 1941 und 1942 zunächst Bevollmächtigter für Getreidelieferungen in der Oblast Saratow sowie anschließend von 1942 bis 1943 stellvertretender Direktor der Berufsschule in Iglino in Baschkirien. 1943 wurde er zur 1. polnischen Infanterie-Division „Tadeusz Kościuszko“ (1 Warszawska Dywizja Piechoty) versetzt und war zwischen Mai 1943 und August 1944 stellvertretender Kommandeur für Politik und Bildung im Unabhängigen Pionierbataillon. Im Anschluss fand er von August 1944 bis November 1945 Verwendung als Leiter der Abteilung für Politik und Bildung der 4. Infanteriedivision (4. Dywizja Piechoty) sowie zuletzt zwischen November und Dezember 1945 noch als stellvertretender Leiter der Abteilung für Politik und Bildung der Ersten Polnischen Armee (Pierwsza Armia Wojska Polskiego).

### ZK-Mitglied, Vize-Finanzminister und Polnischer Herbst 1956
Zugleich wurde Julian Kole bereits im Oktober 1945 Stellvertretender Leiter des Industrieabteilung des Zentralkomitees (ZK) der Polnischen Arbeiterpartei PPR (Polska Partia Robotnicza), die am 5. Januar 1942 im Untergrund in Warschau gegründet wurde, und bekleidete diese Funktion bis Mai 1948. Daraufhin war er zwischen Mai und  Dezember 1948 Leiter der ZK-Abteilung für Industrie. Auf dem I. (Gründungs-)Parteitag der Polnischen Vereinigten Arbeiterpartei PZPR (Polska Zjednoczona Partia Robotnicza) (15. bis 22. Dezember 1948) wurde er erstmals Mitglied des ZK der PZPR und gehörte diesem Führungsgremium der Partei nach seiner Wiederwahl auf dem II. Parteitag (10. bis 17. März 1954), auf dem III. Parteitag (10. bis 19. März 1959) bis zum IV. Parteitag (15. bis 20. Juni 1964) an. Zugleich wurde er am 21. Dezember 1948 Leiter der neu geschaffenen Abteilung Wirtschaft des ZK der PZPR und bekleidete diese Funktion bis zum 5. Juni 1951. Darüber hinaus gehörte er zwischen dem 21. Dezember 1948 und dem 17. März 1954 auch dem Organisationsbüro des ZK der PZPR an.
Nach Beendigung seiner Tätigkeit als ZK-Abteilungsleiter übernahm Kola am 5. Juni 1951 den Posten als Vize-Finanzminister (Wiceminister finansów) und war damit bis 1969 Stellvertreter der Finanzminister Konstanty Dąbrowski (1951 bis 1952), Tadeusz Dietrich (1952 bis 1960), Jerzy Albrecht (1960 bis 1968) sowie zuletzt Stanisław Majewski (1968 bis 1969). Während der Zeit des Polnischen Oktober 1956 gehörte Julian Kole im Machtkampf innerhalb der PZPR der nach einem Komplex modernistischer Mietshäuser in der Ul. Puławska 24 und 26 in Warschau benannten „Pulawy“-Gruppe (Puławianie) unter Führung von Roman Zambrowski und Leon Kasman an, die hauptsächlich aus Intellektuellen und Aktivisten bestand, die im ersten Jahrzehnt Volkspolens aktiv waren. Die Pulawy-Fraktion stand in Opposition zur Natolin-Fraktion um Zenon Nowak, Wiktor Kłosiewicz, Hilary Chełchowski, Aleksander Zawadzki, Władysław Kruczek, Władysław Dworakowski, Kazimierz Mijal, Franciszek Mazur, Bolesław Rumiński, Franciszek Jóźwiak und Stanisław Łapot, die gegen die Liberalisierung des kommunistischen Systems war, und die nationalistische und antisemitische Parolen proklamierte, um in der PZPR an die Macht zu kommen. Er wurde darüber hinaus auf dem IV. Parteitag (15. bis 20. Juni 1964) Mitglied der Zentralen Parteikontrollkommission und gehörte dieser bis zum V. Parteitag (11. bis 16. November 1968) an.

## Veröffentlichung
- System kierowania i struktura organizacyjna przemysłu socjalistycznego w Polsce, 1953